# Macclenny
Macclenny település az Amerikai Egyesült Államok Florida államában, Baker megyében, melynek megyeszékhelye is. Lakosainak száma 7304 fő (2020. április 1.).

## Népesség
A település népességének változása:

| 2010 | 6 374 |
| 2020 | 7 304 |